# Lovendor
LoVendoЯ (ラベンダー) es una banda de J-pop y J-Rock. Formada en 2012, y activa en 2013. Es dirigida por la agencia Up Front Agency.

## Biografía
LoVendoЯ surgió a raíz de que el productor Tsunku y la agencia Up Front Agency, realizaran una audición para encontrar a una vocalista y guitarrista que se integrarían a la banda. Más tarde se anunció que Reina Tanaka se graduaría de Morning Musume en 2013, y que esta formaría parte de la banda como vocalista.
En noviembre de 2012 fueron anunciadas las ganadoras de dicha audición, además de establecer febrero de 2013 como fecha de inicio.
Después de esto se convocó a los fanes a elegir el nombre de la agrupación. Finalmente, el 3 de febrero de 2013 se reveló que el nombre de la banda sería "LoVendoЯ". Su primera gira nacional comenzó el 27 de marzo de 2013.